# ビング・ワ・ムタリカ
ビング・ワ・ムタリカ（Bingu wa Mutharika、又はブリジットソン・ウェブスター・ライソン・トム、Brightson Webster Ryson Thom、1934年2月24日 - 2012年4月5日）は、マラウイ共和国の経済学者、政治家。2004年5月24日から同国大統領（第3代）を務めた。2010年より1年間、アフリカ連合総会議長（第8代）を務めた。

## 略歴

### 大統領就任まで
1934年、マラウイ南部に位置する同国最大の都市ブランタイヤから30kmほど離れたチョロで、小学校の校長の息子として生まれた。当時の名はBrightson Webster Ryson Thom。パン・アフリカニズムが大陸を席巻した1960年代の間、姓をムタリカに戻すと共に、名をビングー（Bingu）としていた。後にムタリカは名前の間に「wa」を加えている。これは当時ヘイスティングズ・カムズ・バンダが敵対者を拘束していたことに起因している。ムタリカ自身は敵対勢力ではなかったものの、彼の国家警察から身を守るために行ったことである。
インドのデリー大学で学び、経済学の修士学位を取得した。その後、カリフォルニア州の非認定大学、パシフィック・ウエスタン大学から開発経済学の博士学位を取得している。
マラウイの官庁およびザンビア政府で働いた後、1978年から国連職員となる。1991年、20ヶ国から成る東部南部アフリカ共同市場（COMESA）の初代事務局長に就任した。ムタリカが国連に参与することを決めた理由の一つに、自らマラウイの「終身大統領」を宣言したバンダ政権への反対というものがあった。バンダ独裁政権が倒れ民主化した際、ムタリカは新たな政党の統一民主戦線（UDF）の創設者の一人となり、1994年の選挙でUDFは勝利を収める。
ムタリカは、当初こそUDFの党首であり大統領であったバキリ・ムルジを支持していたが、その後ムルジの経済政策に異を唱えるようになり、UDFを離党した。1997年、ムタリカは統一党（UP）を立ち上げたが、ムルジ政権への反対は失敗に終わり、1999年の大統領選挙では、得票率1％未満という結果に終わった。
その後、マラウイ準備銀行副総裁の座を申し出られ、ムタリカはUPを解散して再度UDFに復帰する。2002年、経済計画・開発大臣に就任するとともにムルジ大統領から後継者として指名された。2004年5月20日の大統領選挙で36％の得票を得て当選し、4日後に大統領に就任した。

### 大統領として
大統領に就任すると、ムタリカは反汚職運動をめぐってUDF党首のムルジと衝突する。この争いは、ムタリカ政権初期を象徴するものとなった。また、この両者の争いが国の統治を妨げているという主張もなされている。
2005年2月5日、反汚職という立場に党の理解が得られなかったとして、ムタリカは再びUDFを離党した。党からは前もって党追放の話がなされていたといい、2005年1月初旬に党メンバーからムタリカを暗殺する提案もあったという。これらはムタリカによって赦されたが、一方で陰謀の存在そのものは主張している。その後、ムタリカは自ら党を結成し、民主進歩党 (DPP) とした。2005年4月、ムルジはムタリカを後継者として選び、「国に彼を背負わせたこと」について国に対して謝罪している。
2005年9月、グアンダ・チャクアンバ農業大臣を更迭し、その後「クリスマスまでにムタリカ大統領は退陣する」というスピーチを行ったとして逮捕した。また、2006年にはカッシム・チルンパ副大統領がムタリカの暗殺を企てたとして逮捕されている。
2005年3月、大統領公邸に悪霊が出るので眠れないという報道がなされた。また、大統領の補佐官がキリスト教の聖職者に悪霊を追い払うよう依頼したとも伝えられた。しかし、これらは後に否定され、BBCのレポーターを含むこの報道に責任のあったジャーナリストたちが逮捕された。ムタリカは、「これまで悪霊を見たことなど無いし、一度も恐れたことは無い」と語っている。
2006年5月、ムタリカはバンダを国民的英雄として記念することを認め、62万ドルをかけて造られた墓の除幕にも出席した。
2006年10月、DPPの候補として2009年の大統領選挙へ出馬することを表明し、2009年5月19日に行われた大統領選挙で、マラウイ会議党の候補を破り再選された。
2010年1月31日に第8代アフリカ連合総会議長に就任、1年間の任期を務めた。
晩年は強権的な政権運営が見られるようになり、国民からは不満の声が出た。2012年4月5日、心臓発作のために死去。78歳没。